# Yew-Kwang Ng
Yew-Kwang Ng (chino: 黃有光; pronunciación inglesa /jye kwɑŋ 'ʊŋ/ o simplemente AFI: [kwæŋ]; nacido el 7 de agosto de 1942) es un economista malayo-australiano, actualmente Catedrático Especial de Economía en la Universidad de Fudan, Shanghai, y Miembro Distinguido de la Academia de Ciencias Sociales de Australia. Ha publicado en diversas disciplinas académicas y es conocido sobre todo por su trabajo en economía del bienestar.

## Vida y carrera
Yew-Kwang Ng nació durante la Segunda Guerra Mundial, en la Malaya ocupada por Japón. Mientras cursaba el bachillerato, se sintió atraído por el estudio de la Economía debido a su ambición de "establecer el comunismo en una Malasia independiente"; más tarde, la Revolución Cultural en China y los acontecimientos en la Unión Soviética hicieron que Ng cambiara de opinión sobre la viabilidad del comunismo.
Ng se licenció en Comercio por la Universidad de Nanyang en 1966 y posteriormente se doctoró por la Universidad de Sídney en 1971. Durante sus estudios en la Universidad de Nanyang, en medio de la agitación de manifestaciones y huelgas, Ng estuvo a punto de ser detenido o expulsado en varias ocasiones.
Durante la década de 1980, Ng escribió como columnista en apoyo de las reformas económicas chinas de Deng Xiaoping. Ng es miembro de la Academia de Ciencias Sociales de Australia desde 1981. Ocupó una cátedra como profesor de Economía en la Universidad de Monash entre 1985 y 2012 y actualmente es profesor emérito.
Entre 2013 y 2019, Ng ocupó la cátedra Winsemius en el Departamento de Economía de la Universidad Tecnológica de Nanyang. En 2018, Ng pronunció la conferencia inaugural Atkinson Memorial en la Universidad de Oxford, dedicada a la memoria de Sir Tony Atkinson. Desde julio de 2019, Ng ocupa el cargo de profesor de cátedra especial en la Facultad de Economía de la Universidad de Fudan, en Shanghái. También es columnista del portal en línea de noticias empresariales chinas NetEase Finance.

## Investigación
Ng es autor o coautor de más de 30 libros y ha publicado más de doscientos artículos arbitrados sobre economía y sobre biología, matemáticas, filosofía, cosmología, psicología y sociología. Propuso la biología del bienestar como disciplina académica, afirmando que ésta ha sido su contribución más infravalorada. Publicó su primer artículo académico en el Journal of Political Economy, una de las cinco principales revistas de economía, cuando aún era estudiante universitario.

### Economía
Ng es conocido por su trabajo en economía del bienestar y la mayoría de sus trabajos académicos se centran en este campo. Escribió su primer libro sobre el tema en 1979, Welfare Economics: Introduction and Development of Basic Concepts. Dentro de la economía del bienestar, es especialmente conocido por su trabajo sobre la teoría del tercer mejor, la teoría de la elección social y la economía de la felicidad. En muchas publicaciones, defiende una visión de la utilidad como algo cardinalmente medible e interpersonalmente comparable.
Ng acuñó el término "mesoeconomía" y ayudó a establecer el campo como un análisis de equilibrio general simplificado y manejable con elementos tanto microeconómicos como macroeconómicos. Como método, se utiliza para estudiar las implicaciones de la competencia imperfecta en la macroeconomía. Se ha afirmado que la mesoeconomía "suele arrojar conclusiones más acordes con la evidencia empírica que cualquiera de los modelos macroeconómicos competidores".
Ng contribuyó al desarrollo del nuevo campo de la economía inframarginal, que "proporciona un marco analítico [...] para reconciliar el enfoque de la economía neoclásica sobre la distribución con las preocupaciones de los economistas clásicos [...] respecto a la división del trabajo". Colaboró con Xiaokai Yang en este tema y en 1993 publicaron el libro conjunto Specialization and Economic Organization: A New Classical Microeconomic Framework, del que se dijo que había "desafiado de forma creíble a la Economía Neoclásica".

### Filosofía moral
En filosofía moral, Ng defiende la postura consecuencialista del utilitarismo hedonista. Ha defendido este punto de vista en varios trabajos académicos, algunos de ellos escritos conjuntamente con el filósofo moral utilitarista Peter Singer. También defiende esta postura en su libro de 2000 Efficiency, Equality, and Public Policy.
Gracias a sus primeros trabajos sobre el bienestar animal, los riesgos catastróficos mundiales y la medición del bienestar, se le atribuyen muchas ideas que más tarde se incorporarían a la filosofía del altruismo efectivo. En un artículo de 2020, Ng analiza las implicaciones de la teoría económica del segundo mejor para el altruismo efectivo, argumentando que vivimos en un mundo de "tercer mejor" en el que las limitaciones informativas y administrativas nos impiden alcanzar los segundos mejores resultados.

## Premios y distinciones
Ng ha recibido varios premios en reconocimiento a su labor. En 2007, fue nombrado Miembro Distinguido de la Sociedad Económica de Australia, el máximo galardón que concede la Sociedad. En el homenaje asociado al premio, se le describió como "uno de los economistas australianos más importantes y conocidos internacionalmente". Según el Premio Nobel de Economía Kenneth Arrow, Ng es "uno de los principales teóricos económicos de su generación" y el Premio Nobel James Buchanan le atribuyó "importantes contribuciones en la Economía del Bienestar teórica".
Tras su jubilación de la Universidad de Monash, Ng fue reconocido como "profesor honorario y adjunto" por el Departamento de Economía. Dado el interés de Ng por la investigación de las prioridades globales, forma parte del consejo asesor del Global Priorities Institute de la Universidad de Oxford.

## Política
Ng ha declarado que "tratar de evitar la desigualdad excesiva es una cuestión muy importante, y probablemente la tercera cuestión pública más importante después de la protección del medio ambiente y el mantenimiento de la paz" También es partidario de políticas de inmigración generosas, afirmando que "los inmigrantes aportan factores complementarios a los locales y hacen que la economía sea más vibrante".
En 2020, Ng escribió una columna en la que sugería que permitir la poliandria podría ser una forma de que China redujera los problemas derivados de la desigual proporción entre hombres y mujeres en el país. Ng también manifestó su intención de escribir una columna de seguimiento en la que debatiría los pros y los contras de legalizar la prostitución. La columna se hizo viral y suscitó fuertes críticas en Internet; muchos críticos afirmaron que los argumentos de Ng eran misóginos y ofensivos, mientras que otros se opusieron a la poliandria por considerarla contraria al matrimonio tradicional.

## Filantropía
En 2015, Ng se ofreció a igualar todas las donaciones de hasta 25.000 dólares a la organización benéfica Animal Ethics, una organización sin ánimo de lucro cuyo objetivo es promover la ética animal y proporcionar información y recursos a los defensores de los animales.
En la subasta benéfica del Festival del Medio Otoño de 2016 del Centro del Patrimonio Chino de la Universidad Tecnológica de Nanyang, Ng y su esposa donaron 100.000 dólares suizos, que se destinaron a la compra de un cuadro del maestro Yang Bailiang, un artista chino, que Ng donó al centro y que ahora está en exposición permanente.

### Artículos
- 1982. "A Micro-Macroeconomic Analysis Based on a Representative Firm", Economica, N.S., 49(194), pp. 121-139.

- 1984. "Quasi-Pareto Social Improvements," American Economic Review, 74(5), p p. 1033-1050.

- 1990. "Welfarism and Utilitarianism: A Rehabilitation": Utilitas 2 (2): pp. 171-193. Resumen.

- 1992. "Business Confidence and Depression Prevention: A Mesoeconomic Perspective", American Economic Review, 82 (2), pp. 365-371.

- 1995. "Towards Welfare Biology: Evolutionary Economics of Animal Consciousness and Suffering", Biology and Philosophy, 10(3), pp. 255-285. Resumen.

- 1997. "A Case for Happiness, Cardinalism, and Interpersonal Comparability," Economic Journal, 107(445), p. 1848-1858.

- 1999.  "Utility, informed preference, or happiness: Following Harsanyi's argument to its logical conclusion", Social Choice and Welfare, 16, pp. 197-216. Resumen.

- 2001. "Welfare-reducing Growth Despite Individual and Government Optimization", Social Choice and Welfare, 18(3), pp. 497-506 con Siang Ng Resumen.

- 2001. "Is Public Spending Good for You?", World Economics, 2(2), pp. 1-17, con Harold Bierman. Resumen.

- 2003. "From Preference to Happiness: Towards a More Complete Welfare Economics", Social Choice and Welfare, 20(2), pp. 307-350. Resumen.

- 2006. "Population Dynamics and Animal Welfare: Issues Raised by the Culling of Kangaroos in Puckapunyal," Social Choice and Welfare, 27(2), pp. 407-422, con Matthew Clarke.

- 2007. "Eternal Coase and External Costs: A Case for Bilateral Taxation and Amenity Rights", European Journal of Political Economy, 23(3), pp. 641-659. Resumen.

- 2011. "Happiness Is Absolute, Universal, Ultimate, Unidimensional, Cardinally Measurable and Interpersonally Comparable: A Basis for the Environmentally Responsible Happy Nation Index," Monash Economics Working Papers 16–11. Resumen.

- 2011. "Consumption tradeoff vs. catastrophes avoidance: implications of some recent results in happiness studies on the economics of climate change", Climatic Change, 105: 109. Resumen.

- 2016. "How welfare biology and common sense may help to reduce animal suffering," Animal Sentience, 7. Resumen.

- 2016. "The Importance of Global Extinction in Climate Change Policy," Global Policy, 7(3), pp. 315-322. Resumen.

- 2017. "Towards a Theory of Third-Best", Pacific Economic Review, 22(2), pp. 155-166. Resumen.

- 2020. "Effective altruism despite the second-best challenge: Should indirect effects Be taken into account for policies for a better future?," Futures, 121. Resumen.

### Libros
- 1979 y 1983. Welfare Economics (Londres: Macmillan)

- 1986. Mesoeconomics: A Micro-Macro Analysis (Londres: Wheatsheaf)

- 1990. Social Welfare and Economic Policy (Londres: Wheatsheaf)

- 1993. Specialization and Economic Organization (Amsterdam: Norte Holanda, con X. Yang)

- 1994. The Unparalleled Mystery (Pekín: Writers Press). ISBN 7-5063-0695-6

- 1998. Increasing Returns and Economic Analysis, ed. con Kenneth Arrow y X. Yang (Londres: Macmillan)

- 1999. Economics and Happiness (Documentos recopilados en chino) (Taipei: Maw Chang)

- 2000. Efficiency, Equality, and Public Policy: With a Case for Higher Public Spending (Londres: Macmillan)

- 2011. Common Mistakes in Economics by the Public, Students, Economists & Nobel Laureates (Nueva York: Nova Science Publishers)

- 2019. Markets and Morals: Justifying Kidney Sales and Legalizing Prostitution (Cambridge: Prensa de la Universidad de Cambridge)

- 2020. Evolved-God Creationism (Newcastle sobre Tyne: Ediciones Cambridge Scholars)

- 2022. Happiness-Concept, Measurement and Promotion (Nueva York: Springer)

- 2024. Do We Survive Our Biological Death?: A Rational Examination (Chișinău: Eliva Press)